# Uvulaire ejectief
De uvulaire ejectief is een medeklinker die in het Internationaal Fonetisch Alfabet aangeduid wordt met qʼ, en in X-SAMPA met q_>.

## Kenmerken
- De manier van articulatie is plosief, wat inhoudt dat de klank wordt geproduceerd door de luchtstroom in het spraakkanaal te belemmeren.
- Het articulatiepunt is uvulaar, wat inhoudt dat de klank wordt gevormd met de achterkant van de tong tegen of bijna tegen de huig.
- De articulatie is stemloos, wat betekent dat de stembanden niet meetrillen bij het produceren van de klank.
- Het is een orale medeklinker, wat inhoudt dat lucht door de mond kan ontsnappen.
- Het is een centrale medeklinker, wat inhoudt dat de klank wordt geproduceerd door de luchtstroom over het midden van de tong te laten stromen in plaats van langs de zijkanten.
- Het luchtstroommechanisme is glottalisch-ingressief, wat inhoudt dat de klank wordt geproduceerd door lucht uit de glottis naar beneden te duwen.

## Voorkomen
- Als een ejectief: in de meeste Nach-Dagestaanse talen, alle Zuid-Kaukasische talen en enkele Athabaskische talen.
- Als twee ejectieven: de meeste Salishtalen, het Tlingit, Adygees en Kabardijns.
- Als drie ejectieven: in het Abchazisch in gepalataliseerd een gelabialiseerde vorm.
- Als vijf ejectieven: in het Oebychs.

Deze pagina bevat fonetische informatie in het IPA, die in sommige browsers mogelijk niet correct wordt weergegeven.
Waar symbolen in paren voorkomen, vertegenwoordigt het rechter teken een stemhebbende medeklinker. Gearceerde gebieden bevatten medeklinkers die worden beschouwd als onuitspreekbaar.
Zie ook: IPA, Klinkers